# Цымбал, Иван Васильевич
Иван Васильевич Цымбал (1 (14) сентября 1904, село Троицкое, Екатеринославская губерния, Российская империя, — 15 февраля 1973, Днепропетровск, Украинская ССР, СССР) — капитан, Герой Советского Союза.

## Биография
Родился 1 сентября (14 сентября по новому стилю) 1904 года в селе Троицкое ныне Славянского района Донецкой области Украины в крестьянской семье. Украинец.
Образование незаконченное высшее. Работал на строительстве Славянского новосодового завода. Член ВКП(б)/КПСС с 1926 года.
С началом войны в июне 1941 года завод, находившийся в процессе пуска, был эвакуирован в город Березники. Сюда же переехал и Цымбал.
В Красной Армии с 1942 года. В том же году окончил курсы политического состава и с сентября был на фронте.
10 октября 1943 года с группой бойцов в числе первых форсировал Днепр в районе села Каменка (Черниговская область). Захватили и удерживали рубеж, обеспечивая преодоление реки подразделениями полка.
В 1944 году И. В. Цымбал окончил курсы заместителей командиров по политической части, затем — Высшие всеармейские военно-политические курсы. С 1946 года капитан Цымбал И. В. — в запасе.
Жил в городе Днепропетровске. Работал управляющим конторой «Главкомплект». Умер 15 февраля 1973 года.

## Награды
- Указом Президиума Верховного Совета СССР от 30 октября 1943 года за образцовое выполнение боевых заданий командования на фронте борьбы с немецко-фашистским захватчиками и проявленные при этом мужество и героизм младшему лейтенанту Цымбалу Ивану Васильевичу присвоено звание Героя Советского Союза с вручением ордена Ленина и медали «Золотая Звезда» (№ 1529).
- Награждён орденом Красного Знамени, медалями.